# جیک جارمن
جیک جارمن (انگلیسی: Jake Jarman؛ زادهٔ ۳ دسامبر ۲۰۰۱) ژیمناست هنری اهل بریتانیا است.